# Erophylla sezekorni
Erophylla sezekorni (Gundlach, 1860) è un pipistrello della famiglia dei Fillostomidi diffuso nei Caraibi.

## Descrizione

### Dimensioni
Pipistrello di medie dimensioni, con la lunghezza dell'avambraccio tra 43 e 51 mm, la lunghezza della coda tra 10 e 19 mm, la lunghezza delle orecchie tra 14 e 18 mm e un peso fino a 21 g.

### Aspetto
La pelliccia è corta e setosa. Le parti dorsali sono marroni, mentre le parti ventrali sono bruno-grigiastre chiare. La base dei peli è ovunque bianca. Il muso è allungato, con una foglia nasale piccola, rotonda, leggermente appuntita e con due proiezioni sui lati delle narici. La lingua è lunga, estensibile e fornita di papille setolose sulla punta. Il labbro inferiore è attraversato da un solco longitudinale bordato da file di piccole verruche. Le orecchie sono corte, triangolari e ben separate tra loro. Il trago è corto, triangolare e con degli incavi alla base. Le membrane alari sono prive di peli e attaccate posteriormente sulle caviglie. La coda si estende oltre l'uropatagio, ridotto ad una sottile membrana lungo la parte interna degli arti inferiori e con il margine libero ad U. Il calcar è rudimentale.

## Biologia

### Comportamento
Si rifugia in colonie da qualche centinaio a diverse migliaia di individui all'interno di grotte.

### Alimentazione
Si nutre di insetti, nettare e frutta.

### Riproduzione
Danno alla luce un piccolo alla volta a giugno. Gli accoppiamenti avvengono a dicembre e gennaio. Femmine gravide sono state osservate a febbraio e giugno.

## Distribuzione e habitat
Questa specie è diffusa a Cuba, Isola della Gioventù, Giamaica, Bahamas, Turks e Caicos e Isole Cayman.

## Conservazione
La IUCN Red List, considerato il vasto areale e la popolazione presumibilmente numerosa, classifica E.sezekorni come specie a rischio minimo (Least Concern)).